# Myxine capensis
Myxine capensis – gatunek bezszczękowca z rodziny śluzicowatych (Myxinidae).

## Zasięg występowania
Wybrzeża Namibii i zachodniej części Południowej Afryki.

## Cechy morfologiczne
Osiąga max. 40 cm długości całkowitej.

## Biologia i ekologia
Występuje na głębokości 175–460 m. Kopie nory w mulistym dnie.
Żywi się głównie martwymi lub osłabionymi rybami. Zjadana przez ośmiornice (Enteroctopus magnificus).